# 타이게타
타이게타는 황소자리에 있는 삼중성으로, 산개 성단 플레이아데스성단의 일원이기도 하다. 지구에서 약 440광년 떨어진 곳에 있다.
주성 타이게타 A는 청백색 준거성으로 겉보기 등급은 4.30이다. A는 분광쌍성으로 겉보기 등급 4.6, 6.1의 두 별이 가까이 붙어 있다. 이들은 천구상에서 0.012 초각 떨어져 있으며 질량 중심을 1313일 주기로 공전하고 있다. 반성 타이게타 B의 밝기는 8등급으로 A로부터 69초각 떨어져 있다.